# Kalsbach (Kürten)

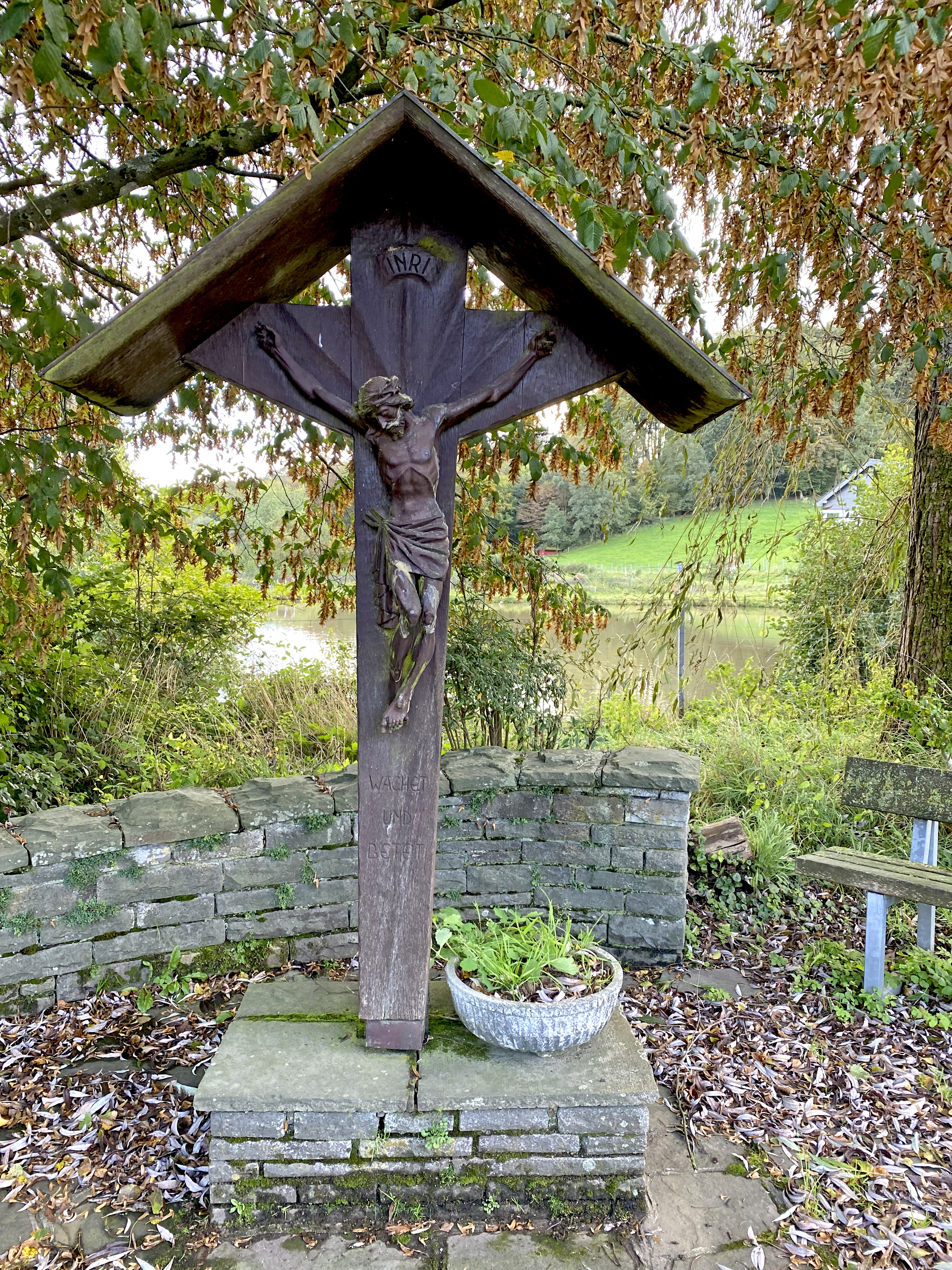
Wegekreuz in Kalsbach

Kalsbach ist ein Wohnplatz in der Gemeinde Kürten im Rheinisch-Bergischen Kreis.

## Lage und Beschreibung
Der Ort liegt östlich der Bundesstraße 506 zwischen Eisenkaul und Hommermühle. Der namensgebende Kalsbach speist im Nebenschluss vier das Ortsbild prägende Teichanlagen. Unterhalb der Ortschaft mündet der Kalsbach in den Hommerbach, dessen Bachtal unter dem Namen Naturschutzgebiet Kalsbachtal bis Waldmühle unter Schutz gestellt ist. Dort mündet der Hommerbach in die Kürtener Sülz.

## Geschichte
Carl Friedrich von Wiebeking benennt die Hofschaft auf seiner Charte des Herzogthums Berg 1789 als Kalsbach. Aus ihr geht hervor, dass Kalsbach zu dieser Zeit Teil der Honschaft Bechen im gleichnamigen Kirchspiel im Landgericht Kürten war.
Unter der französischen Verwaltung zwischen 1806 und 1813 wurde das Amt Steinbach aufgelöst und der Ort wurde politisch der Gemeinde Bechen in der Mairie Kürten im Kanton Wipperfürth  im Arrondissement Elberfeld zugeordnet. 1816 wandelten die Preußen die Mairie zur Bürgermeisterei Kürten im Kreis Wipperfürth.
Der Ort ist auf der Topographischen Aufnahme der Rheinlande von 1824 als Kahlsbach und auf der Preußischen Uraufnahme von 1840 als Calsbach verzeichnet. Ab der Preußischen Neuaufnahme von 1892 ist er auf Messtischblättern regelmäßig als Ober- und Unterkalsbach verzeichnet.

### Oberkalsbach
1822 lebten 18 Menschen im als Hof kategorisierten und (Ober-)Kahlsbach bezeichneten Ort. Der 1845 laut der Uebersicht des Regierungs-Bezirks Cöln als Hof kategorisierte Ort besaß zu dieser Zeit fünf Wohnhäuser. Zu dieser Zeit lebten 33 Einwohner im Obercalsbach genannten Ort, davon alle katholischen Bekenntnisses. Die Gemeinde- und Gutbezirksstatistik der Rheinprovinz führt Oberkalsbach, hier Obercalsbach genannt, 1871 mit fünf Wohnhäusern und 24 Einwohnern auf. Im Gemeindelexikon für die Provinz Rheinland von 1888 werden fünf Wohnhäuser mit 24 Einwohnern angegeben und der Ort mit Ober Kalsbach bezeichnet. 1895 hatte der Ort fünf Wohnhäuser und 20 Einwohner, er wurde Ober Kalsbach genannt. 1905 besaß der Ort fünf Wohnhäuser und 21 Einwohner und gehörte konfessionell zum katholischen Kirchspiel Bechen.

### 20. Jahrhundert
1927 wurden die Bürgermeisterei Kürten in das Amt Kürten überführt. In der Weimarer Republik wurden 1929 die Ämter Kürten mit den Gemeinden Kürten und Bechen und Olpe mit den Gemeinden Olpe und Wipperfeld zum Amt Kürten zusammengelegt. Der Kreis Wipperfürth ging am 1. Oktober 1932 in den Rheinisch-Bergischen Kreis mit Sitz in Bergisch Gladbach auf.
1975 entstand aufgrund des Köln-Gesetzes die heutige Gemeinde Kürten, zu der neben den Ämtern Kürten, Bechen und Olpe ein Teilgebiet der Stadt Bensberg mit Dürscheid und den umliegenden Gebieten kam.
Heute wird Oberkalsbach Kalsbach genannt, während Unterkalsbach als eigenständige Ortschaft erhalten blieb.

## Wanderwege
Der Rundwanderweg A3, der nordwestlich von Kürten durch das NSG Kalsbachtal und weiter bis an die Große Dhünntalsperre führt, tangiert die Ortschaft Kalsbach.

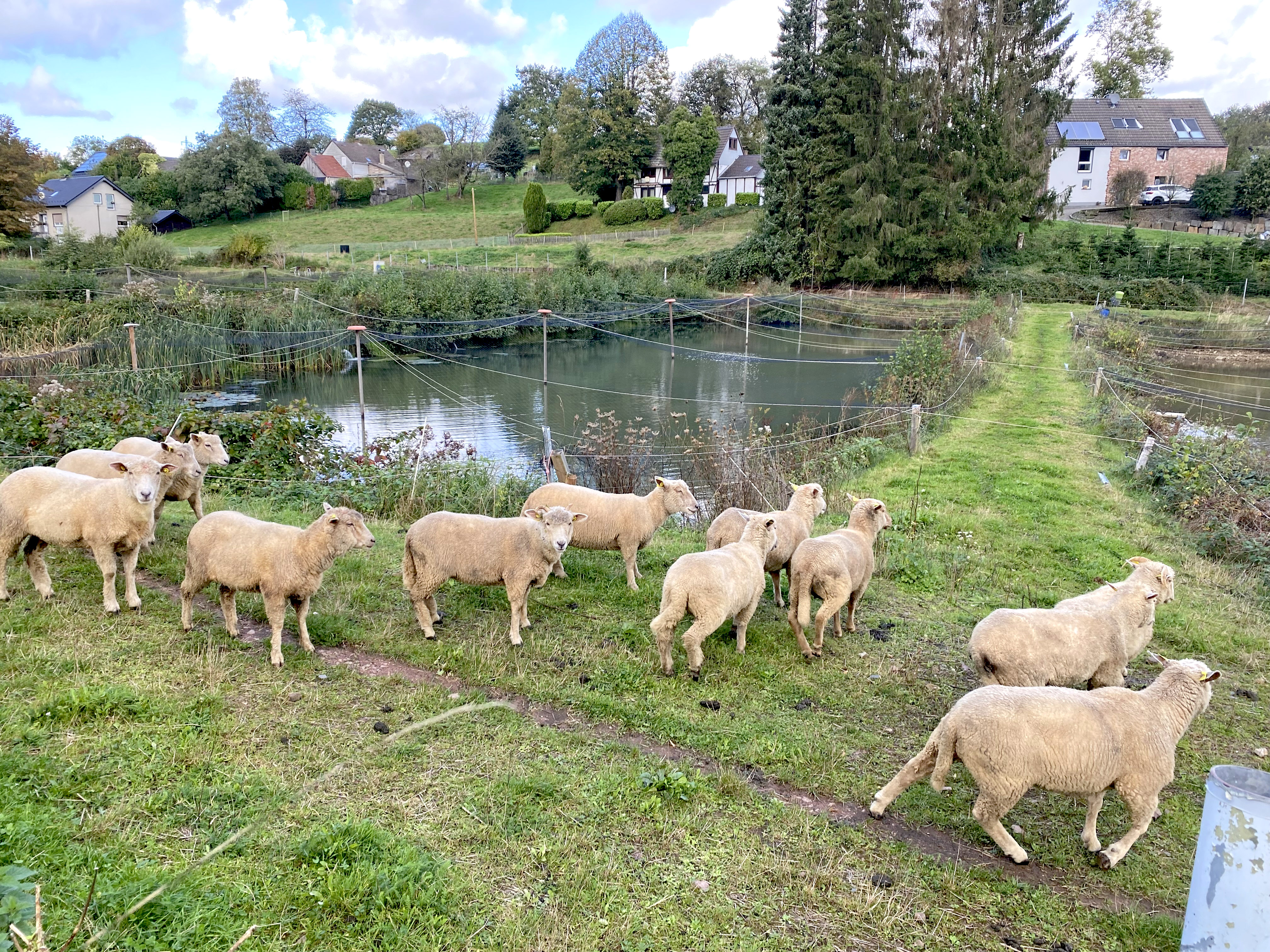
Schafherde an den Teichen
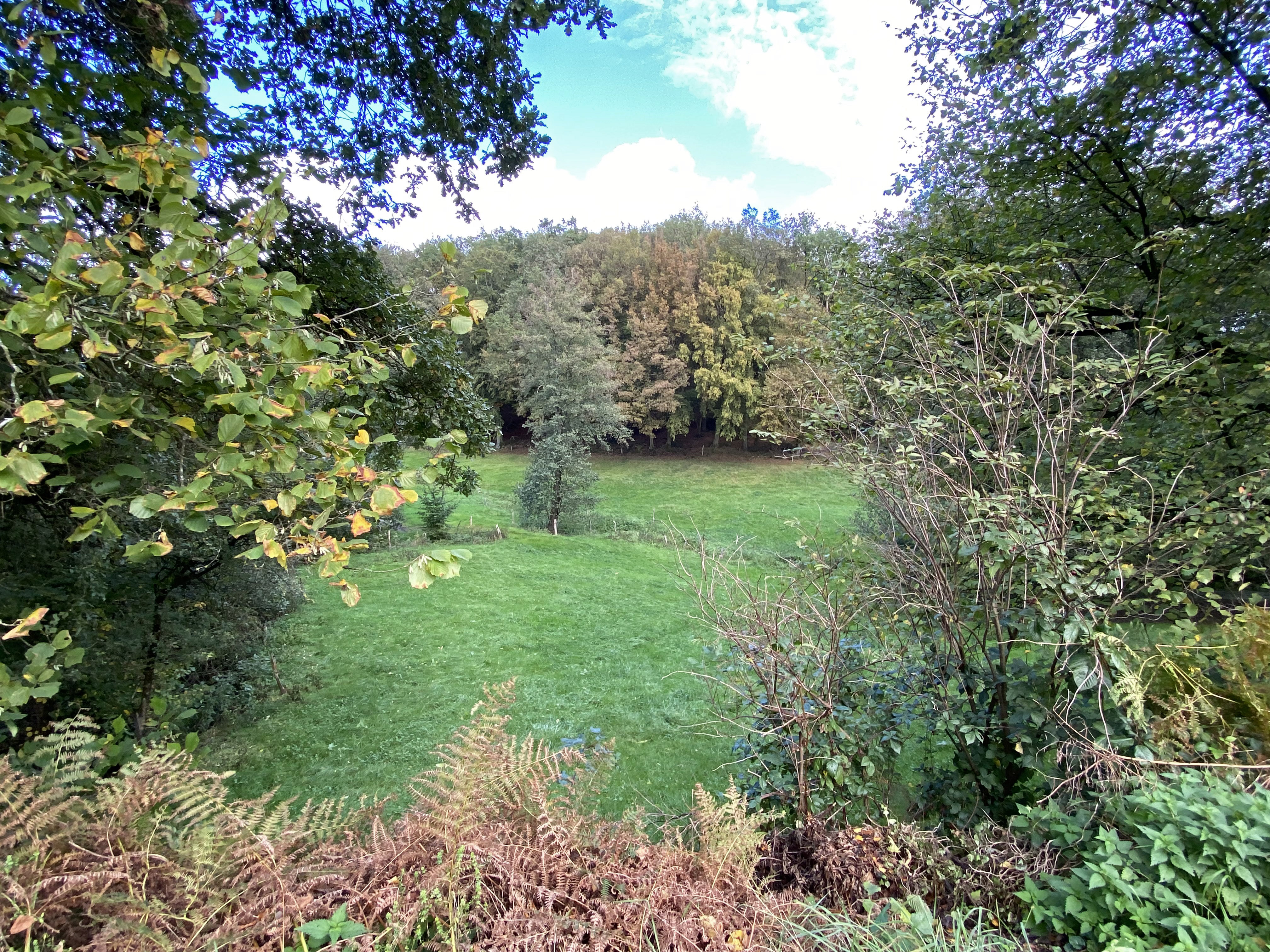
Kalsbach mündet in Hommerbach
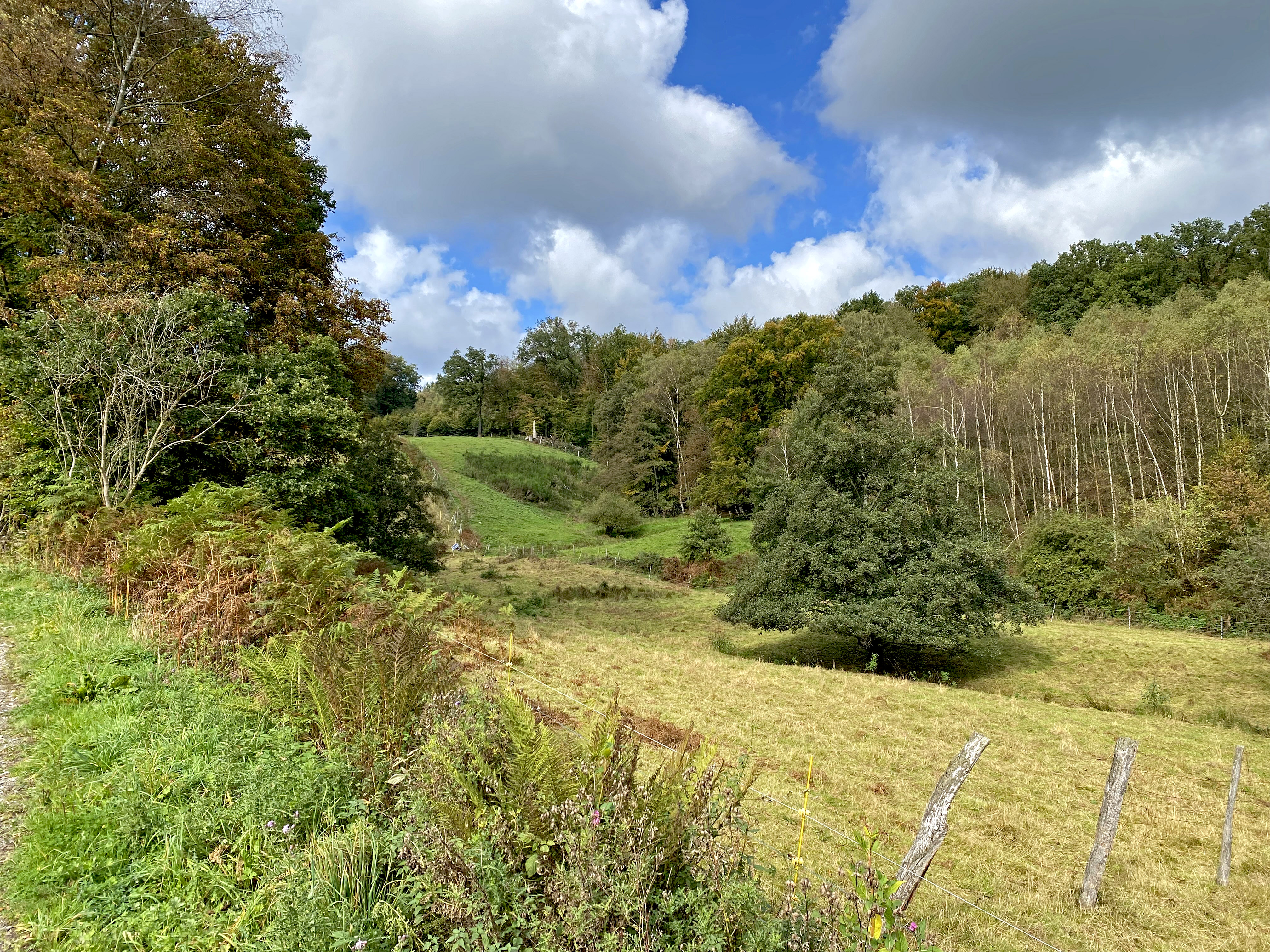
NSG Kalsbachtal